# Anna von Szent-Ivanyi

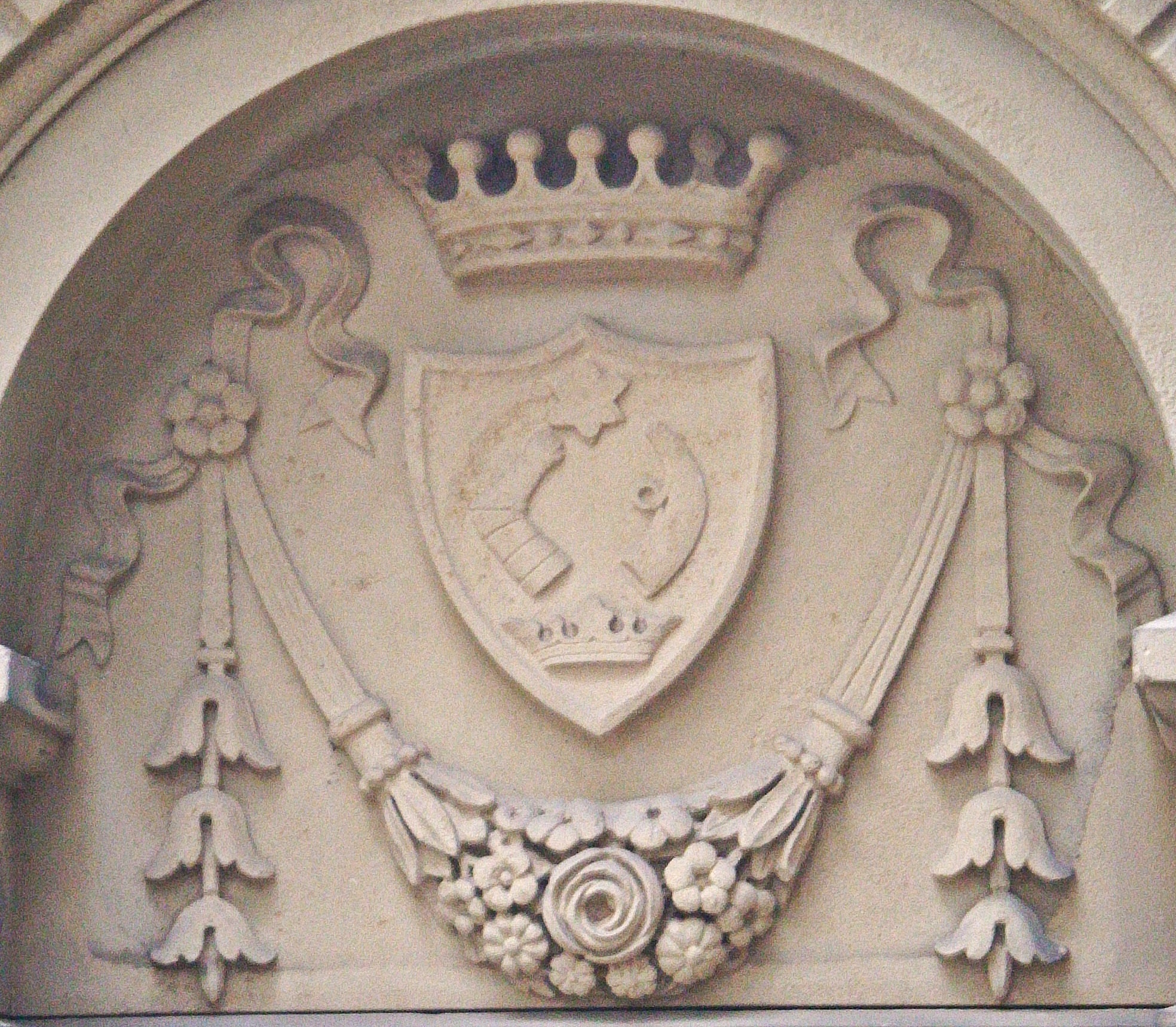
Familienwappen der Freiherrn von Szent-Ivanyi; Detail vom Grabstein

Anna von Szent-Ivanyi (* 19. Januar 1797 in Freinsheim, Kurpfalz-Bayern; † 28. Januar 1889 in Deidesheim) war eine pfälzische Freifrau halbungarischer Abstammung, Weingutsbesitzerin und Wohltäterin von Deidesheim.

## Leben
Sie wurde geboren als Tochter des einer ungarischen Freiherrenfamilie entstammenden österreichischen Offiziers, Kammerherrn und späteren Generalmajors (ab 1802) Johann von Szent-Ivanyi († 22. Januar 1820) und dessen Gattin Maria Anna Tillmann, verwitwete Stengel. Johann von Szent-Ivanyi kam in den Koalitionskriegen gegen Frankreich an den Rhein und lernte hier seine Frau kennen. Deren verstorbener Mann Franz Joseph Stengel (1718–1794) hatte die Stelle eines Stiftsschaffners der kurpfälzisch geistlichen Administration, in Frankenthal innegehabt. Josephine Stengel (1789–1834), Tochter aus der ersten Ehe der Mutter und Halbschwester von Anna Szent-Ivanyi, verheiratete sich in Deidesheim mit dem dortigen Bürgermeister und späteren bayerischen Landtagsabgeordneten Andreas Jordan (1775–1848).

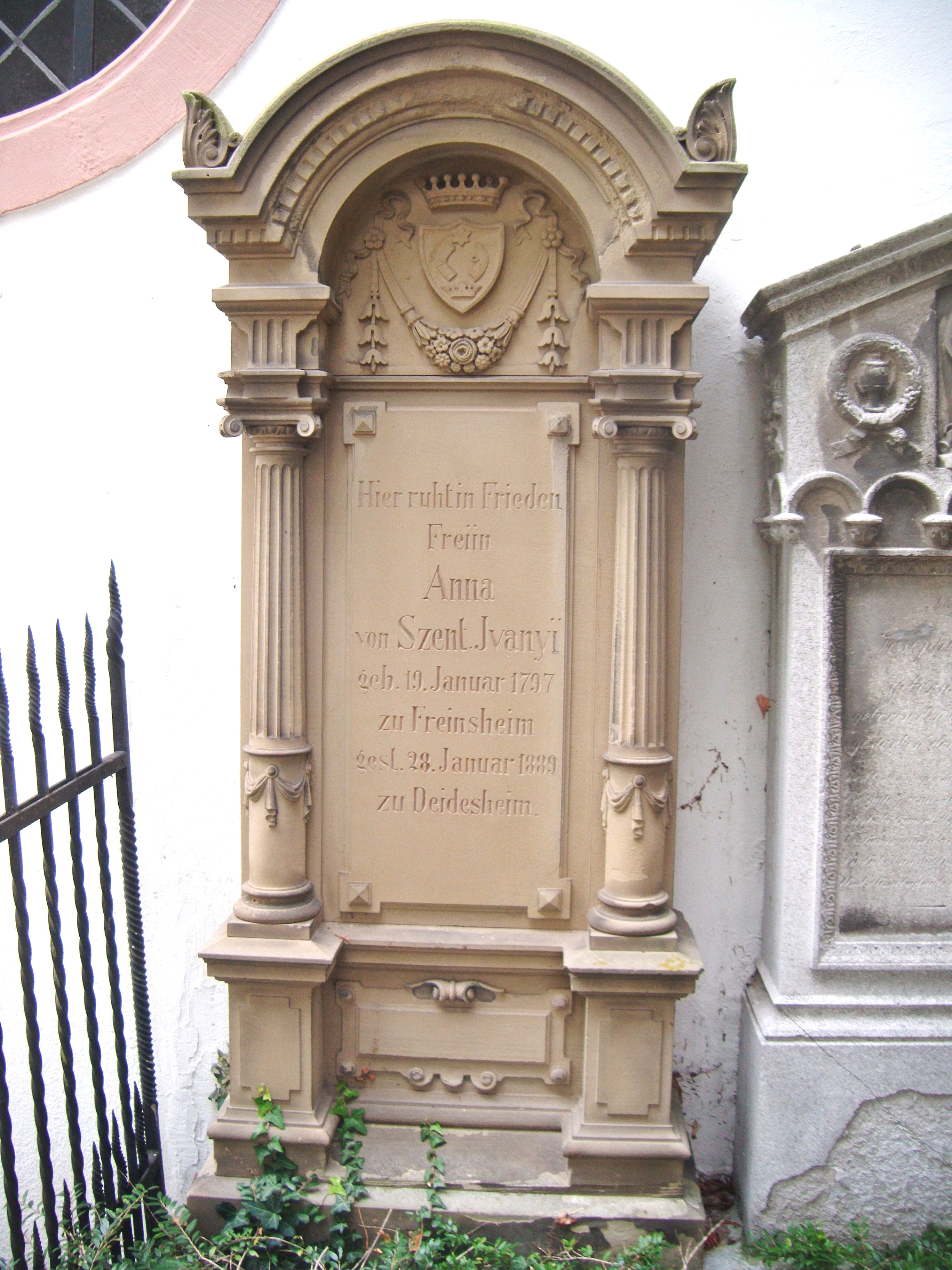
Grab in Deidesheim

Anna von Szent-Ivanyi, meist „Nanette“ genannt, blieb zeitlebens ledig und zog 1824 zu ihren Verwandten nach Deidesheim. Ihr Schwager Andreas Jordan erwarb für sie ca. 20 Morgen der besten Deidesheimer Weinberge, wodurch sie nun zu den wichtigsten Weingutsbesitzern der Gemeinde zählte.
Am 17. März 1879 dotierte die Adelige eine bedeutende Stiftung zu Gunsten des
Deidesheimer Spitals, der Armenpflege des Ortes und der von 1874 bis 1893 dort bestehenden Lateinschule.
Sie starb 1889, mit 92 Jahren, in Deidesheim. Ihr umfangreicher Besitz fiel – abgesehen von den Stiftungen – an die mit ihr verwandten Familien  Bassermann-Jordan, Buhl und Deinhard.
Anna von Szent-Ivanyi wurde auf dem Friedhof Deidesheim, direkt an der Außenmauer der mittelalterlichen Kapelle bestattet. Sie ruht dort neben ihrer Halbschwester Josephine Jordan geb. Stengel und deren Mann Andreas Jordan. Auf ihrem qualitätsvollen Grabmal ist das Familienwappen der Freiherrn von Szent-Ivanyi abgebildet.
Ihre Cousine Barbara Tillmann (1818–1889) aus Freinsheim (Tochter von Johann Baptist Tillmann, dem Bruder ihrer Mutter) war die zweite Ehefrau des Politikers Heinrich von Gagern, dem späteren Präsidenten des Paulskirchenparlaments. Bei der standesamtlichen Hochzeit des Paares, am 18. Juli 1839, in Freinsheim, fungierte der Onkel des Bräutigams, Freiherr Ernst von Gagern, bekannter Konvertit und katholischer Priester, als Trauzeuge. Ein weiterer Cousin war der bayerische Landtagsabgeordnete Philipp Tillmann aus Edesheim.